# 拉克嶺
78°12′S 162°50′E / 78.200°S 162.833°E
拉克嶺（英語：Rucker Ridge）是南極洲的山嶺，位於維多利亞地的斯科特海岸，處於拉迪安冰川和瓦科特冰川之間，屬於皇家學會嶺的一部分，現時由南極條約體系管理。